# 預金
預金（よきん、英: deposit）とは、銀行が貸出や手形買取の際に発生させた、銀行に対する借り手や手形の売り手名義の債権の記録のこと。すべての預金は銀行が貸出や手形買取の際に、借り手や手形の売り手の銀行口座にその金額を記入することによって創造され、振込や口座振替といった形で決済手段として用いられ、返済によって消滅する。このような預金から必要に応じて引き出された現金が市中（銀行業システムの外部）で流通する。また、政府支出によって預金が創造され、納税によって消滅する。
金融機関に金銭を消費寄託（同種同量のものの返還を約してする寄託、期限の定めがない場合にいつでも返還を請求できる点で消費貸借と異なる）すること、または、寄託された金銭のこと。

## 概要
寄託の態様によって、当座預金、普通預金、定期預金などがある。本質的には預金者は金融機関に金銭を貸したことになる。預金者の要求があればいつでも払出しに応じる流動性預金（要求払預金）と定められた預入期間満了まで払出しに応じない定期性預金に大別される。

## 日本の預金制度

### 預金と貯金の区別
日本では法令上、取り扱う金融機関に応じて預金と貯金という語との使い分けがなされるが、性質は同じである。もともとは、貯蓄を目的とするものを貯金、決済を目的とするものを預金と呼んでいたといわれ、預金のほうがより広い意味合いを持つが現在では同義に扱われている。
預金
預金を取り扱うのは、銀行、信用金庫、信用組合、労働金庫、信用事業を行う農業協同組合などの預貯金取扱金融機関である。このほか、日本銀行もまた預金の受入れを行う（日銀は、金融機関と、日本政府のみから）。
貯金
預貯金取扱金融機関のうち農協・信農連（JAバンク）や漁協・信漁連（JFマリンバンク）においては預金ではなく貯金と呼称する。2007年10月1日に日本郵政公社が分社化・民営化されて発足したゆうちょ銀行は郵便貯金の一部業務を継承している経緯を踏まえ、法令上は預金であるものの、取引上は従来通り貯金と呼称する。

### 口座の種類
総合口座
一般に、一冊の通帳に普通預金とともに定期預金を預け入れられるようになっていて、払い戻しや自動振替の請求によって普通預金の残高が不足した際に、それらの定期預金を担保に自動的に貸し付けが行われて支払が受けられる（当座貸越という）。貸越利用期間中は担保としているそれぞれの預金利率にプラスして貸越利息が発生する。貸越利息の精算は1年に2回（2月と8月が多い）精算する形を取っている。
金融機関ごとに、
- 1支店で1取引のケース
- すべての支店の取引の中でいずれか支店のみ総合口座の利用が可能で、一つの金融機関全体で1冊のみとする金融機関
- 冊子としては1支店で何冊でも取引可能だが、定期預金の組み込みや当座貸越は1取引までとする金融機関

など、個々の金融機関によって取り扱いが異なる。貯蓄預金が一体になっている総合口座通帳を発行する場合は、すべて一体になった冊子を複数取引ができる場合もある（実際に総合口座の扱いとなるのは1冊で、残る冊子は単に普通預金と貯蓄預金を合冊にしただけの状態での利用となる）。例外的に、店舗統合で、統合先に元々総合口座の取引があり、廃止店でも総合口座取引がある場合は、例外的に2つの総合口座を利用できる場合もある（普通預金と定期預金をパージして総合口座扱いにしないよう要請される場合もある）
貸付の返済は、その普通預金口座への入金で自動的に行われる。
金融機関によっては、自動融資が設定されることを理由に、未成年者の総合口座開設を認めていない場合があり、その場合、普通預金専用通帳による口座開設となる。
なお、ゆうちょ銀行の「総合口座（通帳）」は、振替機能を具備した通常貯金や通常貯蓄貯金のことをさすため、他の金融機関が一般的に行われるものとは、概念が異なるため、使い分けに注意が必要。また、通常貯金のみを利用する場合であっても、通常貯金として使われる通帳は、総合口座通帳と称する。ただし、一般の金融機関のように、通常貯金と定額貯金のように区別する必要があることにも注意を要する。
 振替口座
ゆうちょ銀行の決済専用の口座。預金保険法に定める決済性預金。

### 預金の種類
普通預金
自由に預け入れ、払い戻しができる預金口座で、銀行取引の基本となる預金商品である。
日本では当たり前であるが、要求払い決済用口座として金利が付されるものは世界的には珍しい存在であり、米国では貯蓄貸付組合のNOW勘定口座がこれに近似している。
キャッシュカードの発行が可能で、自動取引装置（ATM）を利用した預け入れ、払い戻し、振込などの取引ができる。
当座預金と並び、振込金の受入、各種公共料金や代金、クレジットカードなどの口座自動振替を契約でき、給与、年金、配当金の受取に指定できるなど、決済口座としても大きな役割を担う。
毎日の最終残高に対し利息がつき、概ね6か月毎に支払われるものの（住信SBIネット銀行のように毎月付利の場合もある）、自由に預け入れ、払い戻しができる流動性、また自動振替や受取などの各種決済を取り扱うため、定期性の預金に比べ低い利率となっている。
このほか、一部の銀行においては一般の普通預金と別に、次に挙げるような特典の組み合わされた普通預金が取り扱われている。なお特典利用には一定の条件がある。
戦前は貯蓄銀行の商品であり、普通銀行には類似商品として「特別当座預金」が存在した。戦時中、ほとんどの貯蓄銀行は普通銀行に合併された結果、普通銀行が貯蓄銀行業務を兼業することとなったため、商品内容が重複する両者を戦後整理統合した。
 決済用普通預金
無利息特約付の普通預金。預入した金融機関が経営破綻した場合も、当座預金同様に全額保護される。その他の商品性は一般の普通預金と同様である。
2005年4月より、民間金融機関の普通預金にもペイオフが解禁（金融機関が破綻した場合、預金保険の対象が一預金者につき元本1,000万円とその利息分に限られる）されたが、あわせて、決済サービス（振込金の受入、自動振替等）を提供し、いつでも払い戻しが可能で、かつ無利息である預金を「決済用預金」とし、これについては恒久的に全額を保護することが預金保険法で定められた。決済用普通預金はこの条件を満たす普通預金として取扱が開始された。
総合口座の普通預金も「決済用普通預金」にできるが、その総合口座の担保定期預金などは「決済用預金」に該当せず、全額保護の対象外となる。
 当座預金（当座勘定、英: checking account）
一般に預金者（消費者、事業者、法人）が手形や小切手の支払を決済するための口座で、日本においては法令により、無利息と定められている。また、開設手数料を定める（その逆も）金融機関もある。払戻請求は原則、小切手または手形で行う。
預金保険法による「決済用預金」であり、預入した金融機関が破綻した場合も全額保護される。
口座開設には当座勘定の契約が伴い、当該金融機関の審査を経ることが必要である。これは、手形や小切手は現金同様の経済価値を持つ証券であり、振出人にその決済責任を担いうる経済的な信用が求められるからである。
一般的に大手優良企業が事業に使用する当座勘定であれば当該金融機関は、取引状況を審査する事により当座勘定開設は可能とされる。一方、個人での開設は近年の日本においては審査が厳しく後述のマル専口座などの例外を除きほぼ不可能である。これは、小切手の発行により当該金融機関に多くの事務的労力を必要とする事情から経済的な信用だけではなく特別な理由が無い場合には発行を受け付けないためでもあると同時に、日本においては資金決済の手段としてクレジットカードの利用・口座振替・口座振込・自動引落など小切手・手形を介する必要の無い決済手段が充実している事によるものである。
預金口座の残高を越える支払請求があった場合、契約した極度額の範囲で金融機関が不足額を貸し付けて支払う契約を結べる（当座貸越）。また、借り入れしている金額がゼロになるまでの間は当座貸越利息が別途発生する。預金者はあらかじめ、保証契約を結ぶか、他の預金や債券等を貸し付けの担保として差し入れる。
このほか、消費者がカードローンや割賦金の返済を行うための専用口座（マル専口座ともいう）も、決済用の口座である当座預金として開設されることがある。
金融機関により、通帳やキャッシュカードが発行されないケースもある。その場合は、入金帳(口座店での窓口で入金の際に使用する帳票)や当座勘定入金帳・入金専用通帳(口座店以外の店舗の窓口や、ATMでの入金に対応した通帳だが、出金の記録や振込等の他の方法で入金があった場合の記録が表示されない)を発行するケースもある。
 貯蓄預金
残高に基準額を設け、最終残高が基準額に達した日について普通預金より高い利率を適用する出し入れ自由の預金。個人のみが口座開設できる。振込口座に指定できるが、口座振替や給与、年金、配当金等の受取には指定できない。その他の商品性は、おおむね普通預金と同じである。一部の金融機関においては上記に加え、下回った日について普通預金よりも低い金利を適用する、月毎に無料で払戻せる回数に制限を設けるなどの定めを置いている。
1992年の一斉発売開始時、基準額は20万円型と40万円型の2種類だったが、金融自由化の進展により多様化と集約化とを経た現在では、おおむね10万円となっている（ほかに20万円とする静岡銀行、30万円型を併せて取扱う一部の労働金庫、50万円とする三井住友銀行など）。
このほか、1か月複利とする金融機関（みずほ銀行、三井住友銀行など）、より有利な2段階以上の基準額を定める金融機関、デビットカード取引のできる金融機関、その後の政府のゼロ金利政策を受け、基準額ごとの金利階層差をつけない利率を提示する金融機関（もしくは普通預金と同じ利率とする場合も多い）、新規口座開設を中止する銀行（りそな銀行、三井住友銀行など）もあるなど、事業者ごとに特性の違いが大きい商品である。
JAバンクでも、貯蓄貯金として扱う組合がある（かつてのキャラクターであるちょきんぎょは、このプロモーションを行うために当初は登場していた）。
ゆうちょ銀行においては、通常貯蓄貯金が相当する商品となる（こちらも、通常貯金同様、振替口座機能の有無で、振込受け入れの可否が分かれる。ただし、通帳冊子は通常貯蓄貯金通帳とされ、総合口座通帳とは別のものが発行される）。
新たな形態の銀行に分類される銀行で開設可能な銀行はみんなの銀行のみ（普通預金口座に付帯）。
 定期預金
満期日または据置期間を設定し、満期日まで、または据置期間中の払戻をしない条件で一定の金額を預け入れる預金。決済や手元資金管理の基本である普通預金に対し、貯蓄や中期運用の基本となる預金商品である。金融機関において、期間内流動の少ない資金として貸付や運用が行われることに対応し、期間に応じ普通預金よりも高い利率が付される。戦前の貯蓄銀行では据置貯金と呼ばれていた。
商品性の区別としては、次の点が挙げられる。
1. 預入期間の長短（1か月から10年。一般に長期ほど高利率であるが、市場金利情勢により逆転もある）
2. 単利、複利の別
3. 預入金額による金利階層の別
4. 満期日のみの設定型か、据置期間設定型（期日指定定期預金、6か月据置型定期預金）か
5. 固定金利、変動金利の別
6. 自動継続の有無
7. 運用についての特約の有無

中でもデリバティブを組み込み為替や金利変動に対応して払い戻し通貨や満期等が変わるものを仕組預金と呼ぶ。
 積立預金・積立定期預金
おおむね、定期預金を毎月（あるいは一定の期間ごと）の一定期日に預入（自動振替）する契約。次のような方式があり、金融機関ごとに名称が違っている。
- 目標日を定め、その日を満期日とする（満期日のそろった）定期預金を預入の都度作成していく方式。
- 取りまとめ日を設け、その日を満期日とする定期預金を預入の都度作成し、取りまとめ日に、より高金利の長期、大口の定期預金に取りまとめる方式。
- 自動振替により、預入の都度、期日指定定期預金を作成していく方式。

おもに消費者向けの商品であるが、事業者、法人向けに取り扱う金融機関もある。
 定期積金
顧客が6か月から5年までの一定の期間、月毎に掛金を払込み、満期日に掛金に給付補てん金（利息）を加えた給付金が支払われる契約。
1回の預入が1件1件独立した定期預金となる積立預金や積立定期預金とは、制度上次の点が異なる。
- 契約時に必ず月々の掛込額と満期の給付額、掛込期間が定められる。設定には毎月の希望掛込額から給付金を算出する方法、逆に満期時の希望給付金から毎月の掛込額を算出する方法のどちらも利用でき、このほか初回・特定月の掛込みを増額するなどの取り扱いもある。
- 1回目から最後の掛込みまでが一律の固定利回りとなる。期日に先立ち掛込みが行われた場合の利息（先払割引金）は満期日に精算され、掛込みが期日に遅れた場合は満期日が繰下がる。
- 訪問集金を前提とした商品であり、利回りは定期預金より低めとなっている。なお、店頭払、振替払なども利用できる。
- 証書や掛込帳は契約の都度、1契約につき1冊が契約内容を明示して発行される。

消費者、事業者、法人が広く募集対象とされる。特に信用金庫、信用組合の主力商品である。不動貯蓄銀行の牧野元次郎が考案。預金と違い双務的な契約であるが、預金と同視される。
譲渡性預金
他人に譲渡可能な定期預金。
 通知預金
おおむね1週間から1か月未満の期間の預け入れに適した預金。通常、7日間の据置期間が定められ、それ以降の希望日の2日前までに予告（通知）して払い戻す。銀行間短期資金市場等における運用に対応し、おおむね普通預金と1か月定期預金との中間の金利が付される。一般的な通知預金は、制度や金利水準上、法人によるまとまった資金の利用が多い。
三井住友銀行（旧さくら銀行）の「Can」は個人向けの通知預金であり、ATMおよびテレホンバンキング・インターネットバンキング（SMBCダイレクト）による口座開設・預入・解約が可能な商品だったが、2006年3月に貯蓄預金と共に新規口座開設を停止した。
 納税準備預金
納税に充てる資金を預け入れる預金。納税資金の計画的な貯蓄、および本預金からの口座振替による納税を推奨するため、預金利息は非課税。随時預け入れが可能。金融機関によっては現金自動預け払い機(ATM)での預け入れも対応している。ただし、払戻は納税時に限られる（金融機関によっては、納税準備預金口座を開設した取扱店でしか納税資金を引き出せない場合もある）。
金融機関によっては、納税準備預金の取扱を行っていない場合もある。
自治体により、例として、国民健康保険の保険料が税金扱いになる場合とならない場合とがあるなど、納税準備預金での口座振替による納付が可能な場合と不可能な場合とがある（金融機関窓口での納付については後述）。
一方で、入金のための利用であっても、通常は、キャッシュカードの発行はできない。
全銀システムに接続されていない場合がほとんどであるため、振込入金は通常では不可能だが、ごくまれに「その他」に預金科目がある金融機関からの振込ができる場合もある。ただし、国税庁や自治体等からの還付等がある場合は、納税準備預金に入金できる場合もある。
納税目的以外の払い戻しをした場合、預金利息が20.315%（法人の預金者は15.315%）の税率で課税される。このため、例として、上述の国民健康保険の保険料が税金扱いとされない自治体の保険料の決済に納税準備預金の残高を充当した場合は、利息は課税扱いとなる。
一般の通帳の見開きページに表示される「印紙税申告納付につき○○税務署承認済」は、納税準備預金通帳に関しては、印紙税法第5条の但し書きにある通帳への印紙税課税に関する例外規定が適用されるため、「租税特別措置法第92条該当通帳」という表示となる。よって、金融機関に対する同通帳への印紙税は非課税となる。
 別段預金
銀行業務に該当しない預金。雑預金ともいう。以下の物が該当する。
- 一時保管金（預金者の払出指示後、実際に受け取るまでに営業日をまたいだ場合等）
- 出資振込資金等
- 宝くじ当せん金の管理口座（みずほ銀行）
- 永年使われないため，休眠口座になった顧客の預金。

 非居住者円預金
日本に居住していない個人や法人向けの円預金。
 外貨預金
円以外の通貨の預金。

### 預金の安全確保（詐取防止）
預金通帳やキャッシュカードを盗難や亡失により失った場合、第三者に不正な払戻が行われ詐取されるおそれがある（過誤払い）。通帳は印鑑照合により、またキャッシュカードの場合は暗証番号照合により預金者の真正を確かめるが、印影の電子的複写による偽造や暗証の盗用等、さらにはキャッシュカードの磁気エンコードの盗取による偽造（スキミング）による被害が発生し、さまざまな対策が講じられるようになっている。
不正な払戻に対する銀行側の賠償責任については、2005年2月28日に東京地方裁判所で二つの訴えに対して全く逆の判決が下った。1998年に不正引き出しに遭った被害者に対しては、「印影が一致していた」という理由で銀行側に賠償責任がないとしたが、2002年に不正引き出しに遭った被害者に対しては、「当時は不正払戻事件が多発しており、伝票の氏名に誤字があり、払戻額も高額だった」という理由で銀行側の賠償責任を認めた。2000年までに発生した事件については銀行に手落ちがない限り免責を認めたが、以後は犯罪技術の向上に鑑み、不審な事例には印鑑照合以外に本人確認の手段を講じる責任を加重する判断が出ている。
現在、不正な払戻から預金を防衛するために、次のような手段が肝要である。
- 通帳と届出の印章を同一の場所に保管するのは避ける。
- 現在通帳に副印鑑の表示がある場合には、取り除く（ゆうちょ銀行などのように、副印鑑票を外すのに窓口での手続きが必要な場合には利用者自身で取り除いてはいけない）。
- 特に、高額の預金口座や担保預金の預入がある総合口座では、キャッシュカードやインターネット取引による一日当たり払戻限度額を低めに設定する。欧州における限度額に鑑みれば、10万円程度となる（金融庁海外調査報告 (PDF) ※より）。
- キャッシュカードには誕生日、住所番地、電話番号等、第三者に推測されやすい暗証番号を用いない。
- 暗証番号を他者に告げて払戻を依頼することは避ける。
- 暗証番号やパスワードをカード類に書き留めることは絶対に避ける。またメモ書きして保管することもできるだけ避ける。
- 自動機による払戻を必要としない預金者は、キャッシュカードの申込みを行わない。
- 生体認証サービスを利用する。
- おれおれ詐欺（振り込め詐欺）や架空請求詐欺の多発を認識し、電話指示等による不用意な振込は絶対に行わない。警察官が家族に対し示談（和解契約）の斡旋（あっせん）や和解金の支払い要請を行うことはない（警察庁ウェブサイト～いわゆる「オレオレ詐欺（恐喝）」事件にご注意!）。

#### 取引開始時および取引開始後の厳格化
近年は、特殊詐欺など、犯罪目的・悪用目的に銀行口座を開設する事例が多くなっており、その影響で、次第に新規口座開設の基準が厳しくなってきている。
貯金のケースについても、民営化後に個人名義での通常貯金などの通帳冊数の制限がなくなったゆうちょ銀行についても、2012年以降は、相応の事情がない場合は、原則新規の貯金預入は1科目1冊までとすることを明言しており、以降は、流動性貯金に関しては、通常貯金、通常貯蓄貯金、振替口座の各1取引に原則限定されている。
また、暴力団など反社会的勢力による資金洗浄に利用される事を防ぐため、あるいは、貧困ビジネスに関連して、囲い屋による無料低額宿泊所への入居者名義の口座を不正開設し、当該団体により着服されるのを防ぐ目的もあることから、犯罪による収益の移転防止に関する法律の改正により、反社会的勢力ではないことの表明・確約をしなければ口座開設できない。改正前からの取引についても、随時、窓口での取引や他の手続きの際に、書面で確約や取引目的や職業の申告を行うことで確認を行うケースもみられる。
既存の暴力団関係者が開設した銀行口座については、2017年7月、暴力団員による不当な行為の防止等に関する法律の暴力団排除条項に基づく解約を有効とした判決が最高裁判所で確定。読売新聞の調査によれば、2018年5月までに59行約1300件の銀行口座が解約されている。これらの口座の中には、暴排条項が適用される以前のものに対して遡及適用したものも含まれる。
更に、事務コスト・口座維持コストや名寄せなどの預金管理経費の引き締め（特に世界金融危機 (2007年-)以降）という要因があり、口座開設時の届出内容に虚偽事項があることが判明した場合、または、口座開設時の提出資料が真正でないことが判明したとき、口座開設申込時に行った表明・確約に関して虚偽申告したことが判明した場合、預金口座を解約され、預金を銀行から引き取りにいかなければならなくなる。地方銀行や第二地方銀行では、営業エリア外の顧客を対象として顧客確保を目的としたインターネット上の支店でさえも開設渋りが多くなっている。これに対して反社会勢力の中には名前を変えるために結婚と離婚を繰り返す者もいるという。
その他、景気低迷や信用不安によって引き起こされた預金減少による口座管理経費の問題から、りそな銀行が一定期間利用されていない口座に対して管理手数料を徴収したり、大手都市銀行やネット銀行でも優遇プログラムの引き締め（例として、時間外手数料やコンビニATM手数料などの毎月の無料回数の制限）など、新たな負担を強いられる状況も発生している。犯罪収益移転防止法の策定以後、キャッシュカードは転送不要の本人限定受取郵便（特定事項伝達型）で届けられており、犯罪目的で口座開設をするのが大変困難な仕組みになっている。
なお、犯罪目的で口座開設した事が事後的に明らかになった場合は口座凍結、財産没収が可能である。これについては、犯罪防止には一定の効果が出ているとされているが、一方で、犯罪とは無関係の口座が誤って凍結され、生活費が引き出せなくなったとの苦情が、預金保険機構などに多数寄せられている。凍結に際して第三社が審査するシステムが無いことも問題視されている。

### 預金への課税
日本では預金の利子（金利）には、原則として、2013年1月以降は一律20.315%の税（所得税及び復興特別所得税15.315%、住民税5%）が源泉徴収等されている（源泉分離課税）。但し、2016年1月以後法人に対する住民税（利子割）は廃止となった。
なお、預金者が身体障害者、遺族基礎年金等の受給者など所定の条件を満たす個人の場合、少額貯蓄非課税制度（マル優）を利用することによって、元本350万円までの利子を非課税にすることができる。また、財形貯蓄のうち財形住宅貯蓄と財形年金貯蓄も、原則として元利550万円までの利子なら非課税とされる。
国税、都道府県税、市(区)町村税の納付資金の預金に用いられる納税準備預金は、税金納付の用途で金融機関窓口での引出ないしは自動引落による納付を行った場合に限り、利子については課税されない。法人の預金者の場合は目的外引出しで課税になったとしても、法人税上所得税額控除の適用により非課税と同様な効果が得られる。
併せて、印紙税法第5条に規定される預金通帳などに対してなされる課税文書に関する特例が適用され、これに伴って、同科目の通帳冊子に対しては租税特別措置法第92条の適用対象となるため、預金利息に対する所得税と住民税だけでなく、通帳に対する印紙税も非課税となる。
さらに、当座預金の利子のうち年利1％を超えない部分も非課税となっているが、臨時金利調整法という法律により利子を付けることができないことになっている。

### 預金に関する統計
主要な統計には以下のものがある。
- 総務省統計局『家計調査』…一定の統計上の抽出方法に基づき選定された全国約9,000世帯の方々を対象として，家計の収入・支出，貯蓄・負債などを毎月調査[9]。
- 厚生労働省『国民生活基礎調査』…世帯の所得などについて[10]。
- 金融広報中央委員会『家計の金融行動に関する世論調査』…「二人以上世帯」を「訪問と郵送の複合・選択式の調査」により、「単身世帯」を「インターネットモニター調査」により、それぞれ別々に実施し、公表資料を掲載[11]。

#### 各種世帯の貯蓄分布状況
総務省統計局から2018年5月18日に発表された『家計調査』2017年調査、I 貯蓄の状況>1 概況>(2) 貯蓄現在高が平均値（1,812万円）を下回る世帯が約3分の2を占めるによると。
2人以上の世帯について貯蓄現在高階級別の世帯分布をみると、平均値（1,812万円）を下回る世帯が67.0％（前年67.7％）と約3分の2を占めており，貯蓄現在高の低い階級に偏った分布となっている。
2人以上の世帯では、「100万円未満」が10.0％で標準級間隔100万円での最頻値、「100～200万円未満」が5.3％、「200～300万円未満」が5.2％、「300～400万円未満」が4.6％、「400～500万円未満」が4.6％、「500～600万円未満」が4.1％、「600～700万円未満」が4.3％、「700～800万円未満」が3.7％、「800～900万円未満」が3.5％、「900～1,000万円未満」が3.1％、「1,000～1,200万円未満」が5.6％で貯蓄「0」世帯を含めた中央値と貯蓄「0」世帯を除いた中央値を含む、「1,200～1,400万円未満」が4.7％、「1,400～1,600万円未満」が4.1％、「1,600～1,800万円未満」が3.2％、「1,800～2,000万円未満」が3.1％で平均値を含む、「2,000～2,500万円未満」が6.3％、「2,500～3,000万円未満」が5.0％、「3,000～4,000万円未満」が6.9％、「4,000万円以上」が11.8％で階級間隔最頻値となっている。
2人以上の世帯で貯蓄保有世帯の中央値（所得を低いものから高いものへと順に並べて2等分する境界値）は1,074万円であり、貯蓄「0」世帯を含めた中央値（参考値）は1,016万円。平均値1,812万円、平均貯蓄現在高以下の割合は67.0％（前年67.7％）となっている。
2人以上の世帯のうち勤労者世帯では、「100万円未満」が11.8％で標準級間隔100万円と階級ごとの最頻値、「100～200万円未満」が6.9％、「200～300万円未満」が6.5％、「300～400万円未満」が6.3％、「400～500万円未満」が6.1％、「500～600万円未満」が4.9％、「600～700万円未満」が4.9％で、「700～800万円未満」が4.4％で貯蓄「0」世帯を含めた中央値と貯蓄「0」世帯を除いた中央値を含む、「800～900万円未満」が4.1％、「900～1,000万円未満」が3.6％、「1,000～1,200万円未満」が5.2％、「1,200～1,400万円未満」が5.2％で平均値を含む、「1,400～1,600万円未満」が4.0％、「1,600～1,800万円未満」が2.7％、「1,800～2,000万円未満」が3.1％、「2,000～2,500万円未満」が5.3％、「2,500～3,000万円未満」が3.9％、「3,000～4,000万円未満」が4.4％、「4,000万円以上」が6.7％となっている。
2人以上の世帯のうち勤労者世帯で貯蓄保有世帯の中央値は792万円であり、貯蓄「0」世帯を含めた中央値（参考値）は743万円。平均値1,327万円となっている。
※図I-1-3 貯蓄現在高階級別世帯分布－2017 年－
日本銀行金融広報中央委員会総務省統計局から発表された『家計の金融行動に関する世論調査』2017年調査、「家計の金融行動に関する世論調査」[二人以上世帯調査](2017年) 、「家計の金融行動に関する世論調査」[単身世帯調査](2017年)によると、「二人以上世帯」調査>【BOX1】平均値と中央値。金融資産保有額の平均値は1,151万円であったが、保有世帯（金額無回答の249世帯を除く）が2,345世帯、非保有世帯（保有額＝0万円とみなす）が1,177世帯であり、全世帯（金額無回答の249世帯を除く3,522世帯）のうち約7割が平均値よりも保有額が少なくなった。金融資産保有額の中央値は380万円となっている。
「単身世帯」調査>【BOX2】平均値と中央値。金融資産保有額の平均値は942万円であったが、保有世帯（金額無回答の22世帯を除く）が1,318世帯、非保有世帯（保有額＝0万円とみなす）が1,160世帯であり、全世帯（金額無回答の22世帯を除く2,478世帯）のうち8割弱が平均値よりも保有額が少なくなった。金融資産保有額の中央値は32万円となっている。

## アメリカの預金制度

### 取扱金融機関
預金取扱金融機関には、商業銀行（commercial bank）、 貯蓄金融機関（savings association、thrift institution）、信用組合（credit union）の3種がある。そのほかにも、産業融資会社（industrial loan company）や信託会社（trust company）もある。また、連邦準備銀行もまた加盟金融機関からの預金の受入れを行う。

### 預金種類
一般的な預金口座の種類を挙げる。

#### 当座預金（checking account）
庶民から超巨大企業まで、決済及び生活・営業資金の主たるプール手段として欠かせず、個人や小規模企業では当座預金口座しか持っていない場合も多い。無利息～低率の月ごとの利息が付き、引出し・入金ともに無制限。伝統的に小切手決済を主体としており、個人・企業を問わず運転免許証や市の発行するビジネスライセンスと社会保障番号（SSN）や納税者番号（TIA）を持参すれば特に審査などなしで開設でき、その場で仮の小切手帳もくれる。口座開設時の最低入金額や、最低残高（これを下回るとその月度に$5～10程度の口座維持料金を課する）を定めている銀行が多い。毎月の取引の履歴を記録した取引明細書（bank statement）が翌月、送られて来る。
原則、当座貸越はせず、もし残高以上の取立て（小切手や手形）があった場合一時的に残高が負になるが、その営業日の終了までに残高が正にならなければ支払い請求証券（小切手や手形）は不渡りとなり請求者に返却され一時的に引き出された資金も戻されるが、残高不足（overdraft）の罰金（$30程度）が当該口座に課される。通常、取立て側も自分の銀行を通じて取り立てるが、不渡りになった証券ごとに取立て者（口座保持者）から$10～30程度の不渡り手数料が徴収され、取立て者はこの手数料を最終的に証券の振出し者（不渡りを生じた側）に負担を求めるので、資金不足で不渡りを出すと二重の罰金負担が生じる。この罰金負担とそれに関わる面倒を軽減する名目で、もし残高不足が生じると口座保有者の名義のその銀行傘下のクレジットカードから自動的に$100単位で資金を融通する「Overdraft Protection」契約もあるが、この融通資金はキャッシングと同じ扱いになり、クレジットカードの口座にかなり高率の利息が即座に課せられるだけでなく、やはり1回$30程度の「取引手数料」が課される（取立て側には無害）。

#### 普通預金（savings account）
その名のとおり「普通」と言うより「貯蓄」口座であり、月単位で利息が付く。小切手は使えない。ほとんどの場合、引出し頻度の制限（例えば月5回まで、限度を超えた引出しは例えば1回$15程度の罰金が課せられる、入金は無制限）があり、従って決済に用いられることは少ない。口座開設時の最低入金額や、最低残高（これを下回るとその月度に$5～10程度の口座維持料金を課する）を定めている銀行が多い。日本と違い「通帳（Pass Book）」がないのが普通であり、代わりに毎月の取引明細書が送られて来る。

#### 定期預金（time deposit）や譲渡性預金（certificate of deposit; CD）
3か月～5年程度の期間の固定利息を約束する。最低資金額や満期前の引出し（解約）の違約金がある。以前はその名のとおり「預金証書」を発行していた。

#### 付帯サービス
ATM
日本と比べると簡素な機能のATMだが、多額の現金を持ち歩く或いは決済に使用する習慣がないので現金の入出金は限定的（そもそも事故防止のために一日の引出し額が$200程度の制限があることが多い）で、代わりに受取り小切手の自動入金など日本では見られない機能を持つ。
ATMは銀行店舗の外壁に設置されることが多く（スーパーマーケット内などにもある）、24時間使用可能（使用時間や曜日による手数料の有無・多寡はないの普通）。
オンラインバンキング
紙の小切手と毎月の郵便による取引明細書など日本から見るとある意味前近代的だったアメリカの消費者向け銀行サービスは、21世紀に入り経費節減を図る銀行側の事情が主体となってインターネットを使ったオンライン化が加速されている。例えば、以前は毎月、無料で郵送されていた取引明細書は有料（月$2～5）になり、ペーパーレスを推奨というよりむしろ強制している。他方、ITを使いこなす消費者側の利便性も向上しており、例えばタブレットやスマートフォンなどでいつでも自分の預金口座にアクセスできることはもちろん、受け取った小切手を銀行の店舗やATMのある場所に持参せずともモバイルデバイスのカメラで写した小切手の映像を専用アプリで送信して取立てにまわせるなどの機能拡大が続いている。
公共料金（光熱費）、クレジットカード、家賃の支払いなども紙の小切手の郵送から銀行間の直接振替による支払いにシフトしているが、20世紀までの銀行間直接振替による支払いシステムが未成熟で少なからぬ事故が発生した記憶からか、日本のような請求金額の「自動振替」ではなく、請求金額を消費者が確認して請求全額、最低支払額、或いは任意の支払額のいずれかを明示的に指定して振り替えるやり方が主流である。また「振替」とは言っても支払い者と受取り者の銀行口座間の直接送金とは限らず、実際には受取り者には銀行から小切手が郵送されることもある（特に受取り者が支払い者と同じ銀行に口座を持たない場合）。
ロックボックス
オンラインバンキングによる支払いが急速に普及しているとは言え、従来の紙の小切手の郵送による支払いも、特に高齢者や低所得者などのデジタルデバイドの敗者を中心に健在であり、例えば電力会社などには毎月大量の小切手が郵送されて来る。ロックボックス（lockbox）サービスは銀行がこの支払い処理をアウトソーシングするもので、通常、契約銀行支店近くの郵便局の私書箱を小切手の指定郵送先として、銀行が一日数回から十数回当該私書箱から送金封筒を回収して顧客（消費者側）口座と照合後、会社の当座預金口座に直接入金し、入金処理を引き受けることにより、利用会社側は支払い小切手の受取り・保管・入金の手間が省け、また小切手の紛失や横領などの事故が防げるというもの。処理効率化のために機械読取り可能な支払いスリップを使うなど一定のマスメリットが見込める利用者（公共料金、銀行、クレジットカード、大規模アパート）などに利用が事実上限られる。